# Elisabeth Zaisser
Elisabeth „Else“ Auguste Zaisser, geb. Elisabeth Auguste Knipp (* 16. November 1898 in Düsseldorf; † 15. Dezember 1987 in Berlin) war eine deutsche Politikerin. Von 1952 bis 1954 war sie Ministerin für Volksbildung der DDR.

## Leben
Else Zaisser besuchte von 1905 bis 1908 die Katholische Volksschule, bis 1915 die Höhere Mädchenschule, bis 1918 das Oberlyzeum, legte 1919 die Lehramtsprüfung ab und arbeitete danach als Lehrerin in Essen. 1922 wurde sie aus dem Schuldienst entlassen, heiratete am 6. Juni 1922 Wilhelm Zaisser und lebte bis 1932 als Hausfrau. Im Jahr 1926 trat sie der KPD bei und lebte von 1928 bis 1930 mit ihrem Mann in Mukden in China.
Nach ihrer Rückkehr war sie bis 1932 für den KPD-Unterbezirk Berlin/Köpenick tätig. Von 1932 bis 1933 war sie Lehrerin an der Karl-Liebknecht-Schule in Moskau und absolvierte zugleich bis 1935 ein Fernstudium an der Kommunistischen Universität der nationalen Minderheiten des Westens „Julian Marchlewski“. Von 1934 bis 1946 unterrichtete sie deutsche Sprache am Moskauer Staatlichen Pädagogischen Institut, sowie von 1934 bis 1937 am Institut der Roten Professur. 1938 war sie Inhaberin des Lehrstuhls für deutsche Philologie am Pädagogischen Institut für Fremdsprachen in Gorki. Von 1939 bis 1941 leitete sie deutsche Übersetzerkurse beim ZK der KPdSU, und von 1941 bis 1942 und 1944 bis 1947 Absolventenkurse am Militärinstitut für Fremdsprachen der Roten Armee. Zudem verfasste sie Lehrbücher für deutsche Sprache und Grammatik.
Nach ihrer Rückkehr nach Deutschland trat sie 1948 der SED bei und war Dozentin an der Arbeiter-und-Bauern-Fakultät und Lehrbeauftragte für sowjetische Literatur an der Martin-Luther-Universität in Halle (Saale). Im Jahr 1949 wurde sie als Professorin für Sowjetpädagogik und Methodik des Russisch-Unterrichts an die Technische Hochschule Dresden berufen.
Im Jahr 1950 wurde sie Direktorin des Deutschen Pädagogischen Zentralinstituts in Berlin und Staatssekretärin im Ministerium für Volksbildung sowie 1952 als Nachfolgerin von Paul Wandel Ministerin für Volksbildung. Von 1950 bis 1954 war sie Abgeordnete der Volkskammer. Im Zusammenhang mit der Zaisser-Herrnstadt-Affäre (ihrem Mann, der Stasi-Chef war, wurde Verschwörung zum Umsturz vorgeworfen) wurde ihr Rücktritt als Ministerin veranlasst. Offiziell wurde als Abtrittsgrund vorgegeben, dass sie ihre Erfahrungen des russischen Sowjet-Schulsystems zu schematisch auf Schulen der DDR übertragen hätte. Sie war danach Lektorin beim Verlag Volk und Welt und freischaffende Übersetzerin.
Zaisser erhielt 1979 die Ehrenspange zum Vaterländischen Verdienstorden und 1983 den Vaterländischen Verdienstorden.

## Werke
- Gespräche am runden Tisch. Ein Diskussionsabend bei der „Gesellschaft zum Studium der Kultur der Sowjetunion“, Dresden. Dresden Landesleitung Sachsen der „Gesellschaft zum Studium der Kultur der Sowjetunion“, Dresden 1949. Diskussionsbeiträge von Kurt Liebmann, Else Zaisser, Chefredakteur der Union Ragsch, Volkspolizist Sinnreich, drei Kriegsgefangene aus Rußland, Paul Günther, Major Hofmann von der SMA u. a. Auf der Veranstaltung wurde der Artikel „Über die Russen und uns“ von Rudolf Herrnstadt diskutiert.
- Anweisung zur Weiterbildung der im Schuldienst stehenden Russischlehrer.  Deutsche Demokratische Republik, Ministerium für Volksbildung, Berlin 1953.

### Übersetzungen
- A. S. Makarenko: Werke. 8 Bände. (Redaktions-Kollegium der deutschen Ausgabe Else Zaisser). Volk und Wissen, Berlin 1956 ff.
- E. A. Stepanowa: Friedrich Engels. Sein Leben und Werk. Dietz Verlag, Berlin 1958.
- S. A. Weretennikowa: Wie wir die Kinder mit der Natur bekannt machen. Methodische Anleitung für Kindergärtnerinnen. Volk und wissen, Berlin 1961.
- P. N. Pospelow u. a.: W. I. Lenin. Biographie. Dietz Verlag, Berlin 1961. (7. Aufl. 1982)
- I. A. Chljabitsch: Die Grundlagen der kommunistischen Erziehung. Volk und Wissen, Berlin 1964. (=Bibliothek des Lehrers Abt. 1)
- Klawdija Swerdlowa: Jakow Michailowitsch Swerdlow. Erinnerungen an einen Kampfgefährten Lenins. Dietz Verlag, Berlin 1965.
- Nadežda Konstantinovna Krupskaja: Sozialistische Pädagogik. Eine Auswahl aus Schriften, Reden und Briefen. 4 Bände. Dietz Verlag, Berlin 1966.
- B. P. Jessipow (Hrsg.): Pädagogik. Lehrbuch für Einrichtungen zur Ausbildung von Lehrern der unteren Klassen. Volk und Wissen, Berlin 1971.
- Anatoli Wassiljewitsch Lunatscharski: Über die Volksbildung. Volk und Wissen, Berlin 1971.
- S. A. Malkova: Bildungsmöglichkeiten und Bildungsbarrieren in den USA. Volk und Wissen, Berlin 1971.
- Boris L. Sučkov: Historische Schicksale des Realismus. Betrachtungen über eine Schaffensmethode. Aus dem Russ. übers. von Gerhard Sewekow und Else Zaisser. Aufbau-Verlag, Weimar 1972.
- N. I. Boldyrew: Pädagogik. Lehrbuch für die Ausbildung von Oberstufenlehrern. Volk und Wissen, Berlin 1973.
- Fjodor Koroljow: Lenin und die Pädagogik. Volk und Wissen, Berlin 1975.
- Maria Pawlowa: Fordern und achten. Über Makarenkos Auffassungen zur kommunistischen Erziehung. Volk und Wissen, Berlin 1977.
- Nikolai Boldyrew: Der Klassenleiter. Volk und Wissen, Berlin 1976. (3. erg. u. bearb. Aufl. 1981)
- Stanislaw Teofilowitsch Schazki: Ausgewählte pädagogische Schriften. Volk und Wissen, Berlin 1981. (=Pädagogische Bibliothek)